# Leptocereus assurgens
Leptocereus assurgens là một loài thực vật có hoa trong họ Cactaceae. Loài này được (C. Wright ex Griseb.) Britton & Rose mô tả khoa học đầu tiên năm 1909.

## Hình ảnh

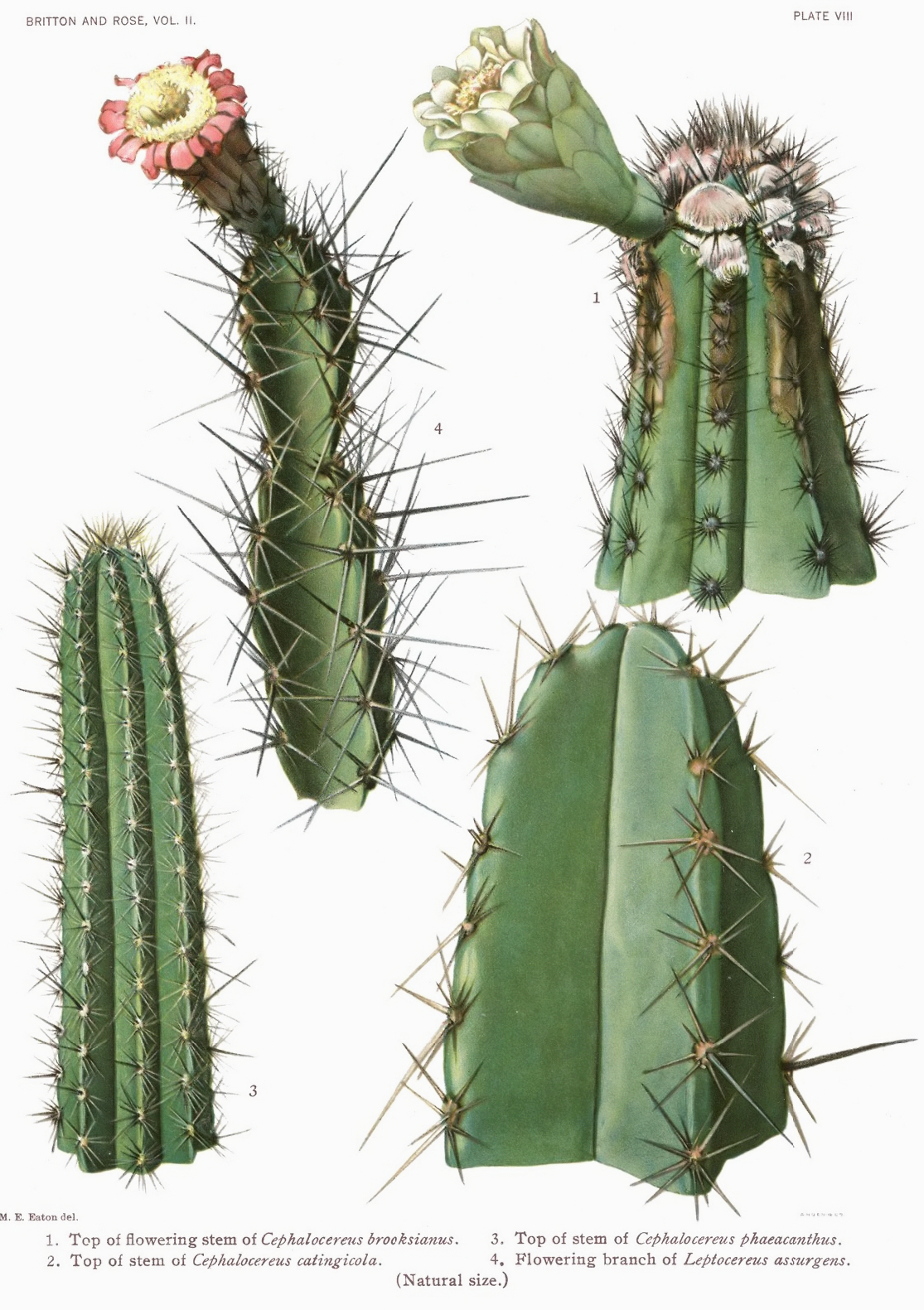